# Vaqueiro de alzada

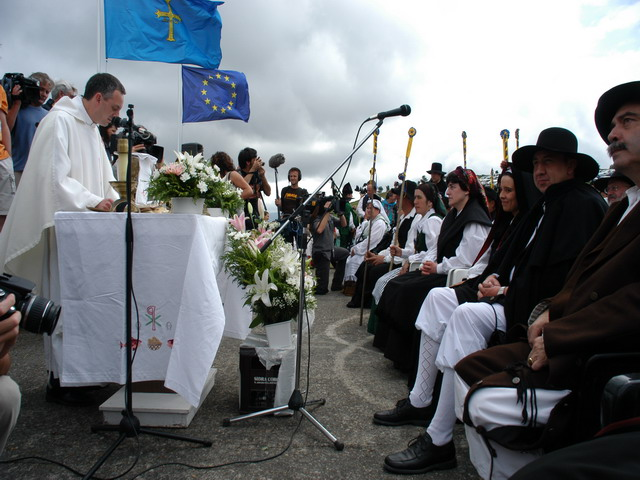
Noces vaqueires.

Els vaqueiros de alzada (de l'asturlleonès vaqueiru d'alzada) són un grup ètnic i cultural d'Astúries la principal activitat del qual és la ramaderia, que realitzen segons el model d'explotació particular mitjançant una trashumància estacional.

## Costums
En el mes de maig, la família vaqueira deixa el poble d'hivern i es desplaça, amb el seu bestiar, a les brañas i els pobles d'estiu, a les zones de pastura dels ports de muntanya, on romanen fins al mes d'octubre. Amb l'arribada dels freds de l'hivern, tornen amb el seu bestiar i estris als pobles d'hivern.
Els vaqueiros d'alçada s'emparentaven entre ells, desenvolupant una cultura i un folklore molt particular i original, d'orígens ancestrals i transmès entre generacions, que arribat a avui dia pràcticament inalterat, raó per la qual són considerats un grup humà diferenciat.
Els vaqueiros d'alçada constitueixen una de les cultures vives més importants d'Astúries per no haver gairebé variat al llarg dels segles i malgrat les discriminacions sofertes per l'Església i els xaldos (nom que usaven els vaqueiros per referir-se a la població assentada a les zones agrícoles d'Astúries des de l'Edat mitjana). Els vaqueiros s'estenen per tot l'occident d'Astúries, principalment a l'actual Mancomunitat de la Comarca Vaqueira i en l'actualitat se'ls reconeix pels seus cognoms Acero, Berdasco, Boto, Redruello, Gayo, Cano, Feito, Gancedo, Garrido, Barrero, Parrondo, Freije, entre d'altres.

## Noces vaqueires
Les noces vaqueires és un acte que se celebra a l'alt d'Aristébano situat entre els concejos de Valdés i Tinéu. Aquesta festa consisteix en l'enllaç d'una parella pel ritual vaqueiro. La parella surt del poble juntament amb els vaqueiros d'honor, grups de dansa tradicional i amb el llit nupcial.
A l'esplanada reben la missa que els casa, i a la tarda es fan danses vaqueires i es lliuren els guardons de vaqueiros d'honor, a més del lliurament del dot als nuvis.

## Galeria d'imatges

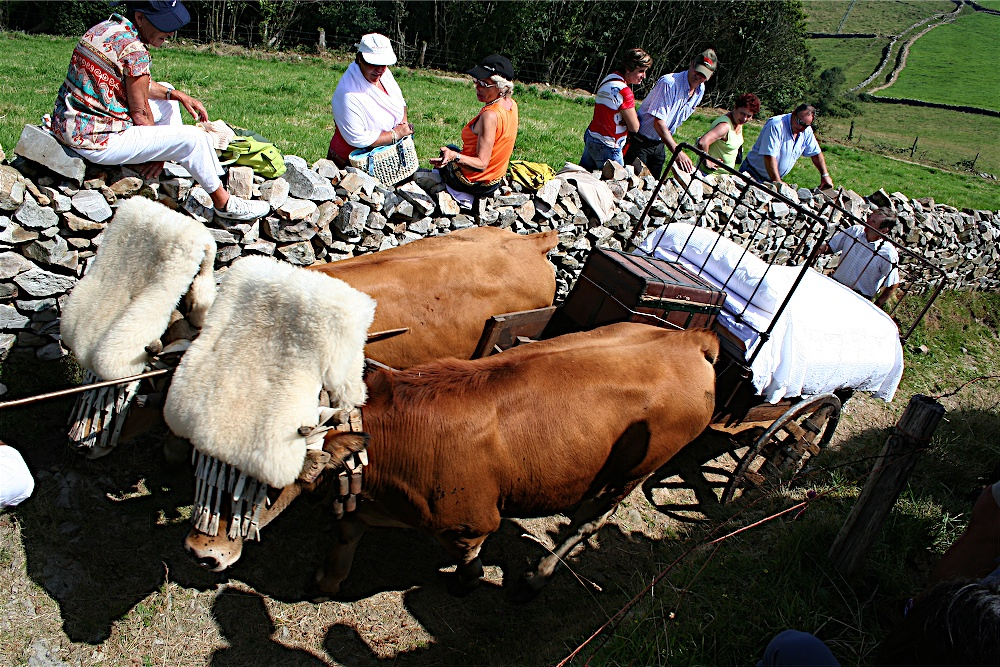
El llit en el trajecte a la cerimònia.
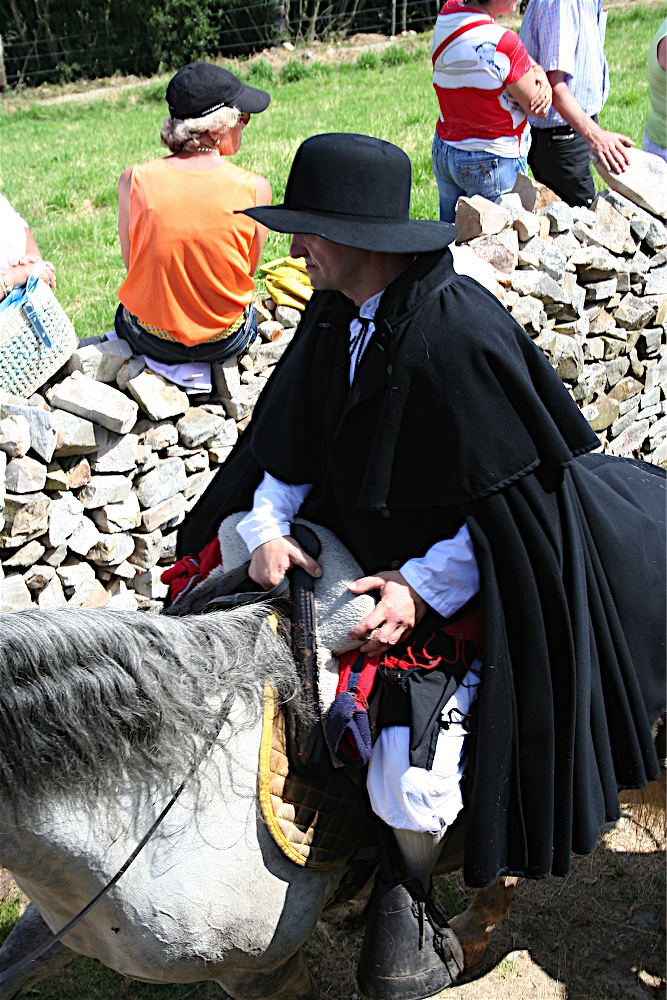
Nuvi vaqueiro
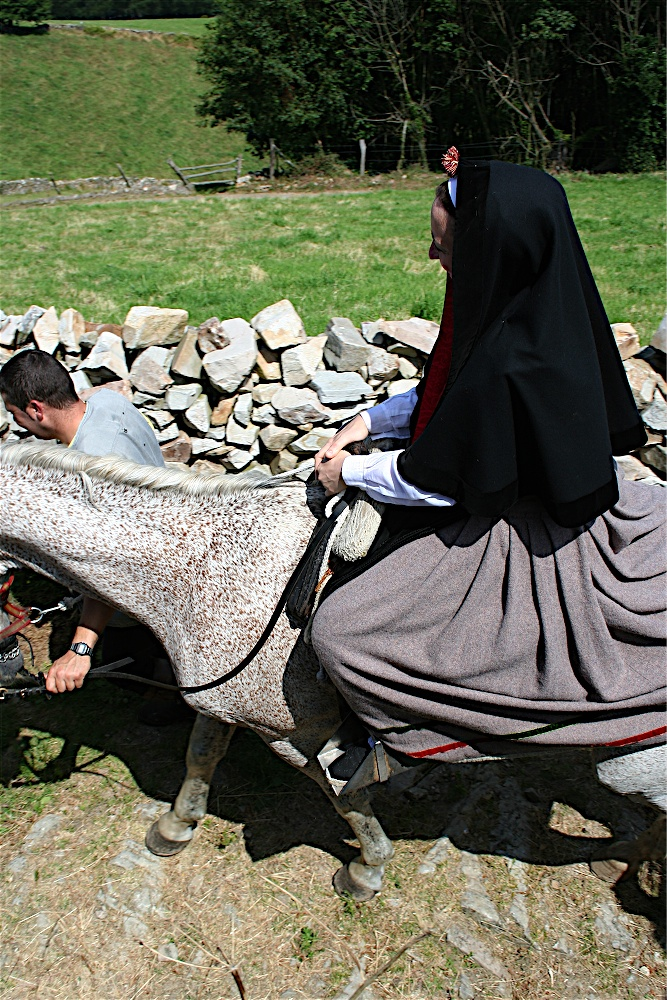
Núvia vaqueira
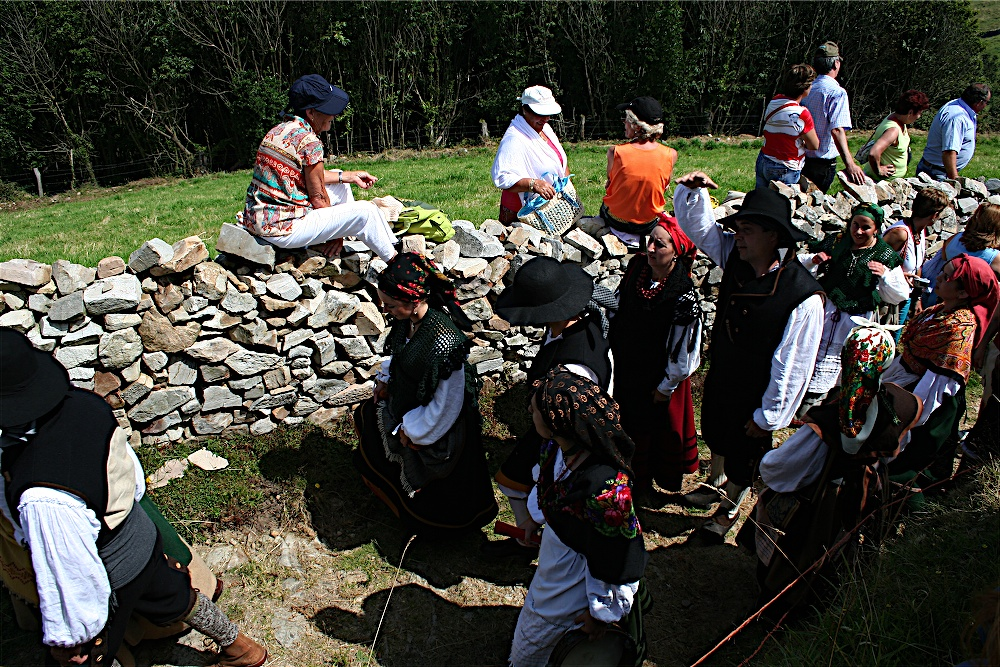
Grups tradicionals de dansa com a seguici vaqueiro.